# 下山門
下山門（しもやまと）は、福岡県福岡市西区にある地名。一丁目から四丁目までが設置されている。面積は約66.10ヘクタール。2022年10月末現在の人口は7,261人。郵便番号は819-0052。

## 地理
福岡市の都心部とされる中央区天神等の西側約8キロメートル、福岡市西区のやや東部、福岡平野の西部、十郎川の両岸、名柄川の左岸に位置する。北は生の松原及び小戸と、東で小戸、内浜及び大町団地と、南で石丸と、西で城の原団地、上山門及び下山門団地と隣接する。土地利用は、北西部に大規模施設である地下鉄の車両基地があるほかは、主に住宅地となっている。

### 河川
町域に流れる河川は次の通り。すべて二級河川である。
- 名柄川
- 十郎川

主な河川の写真
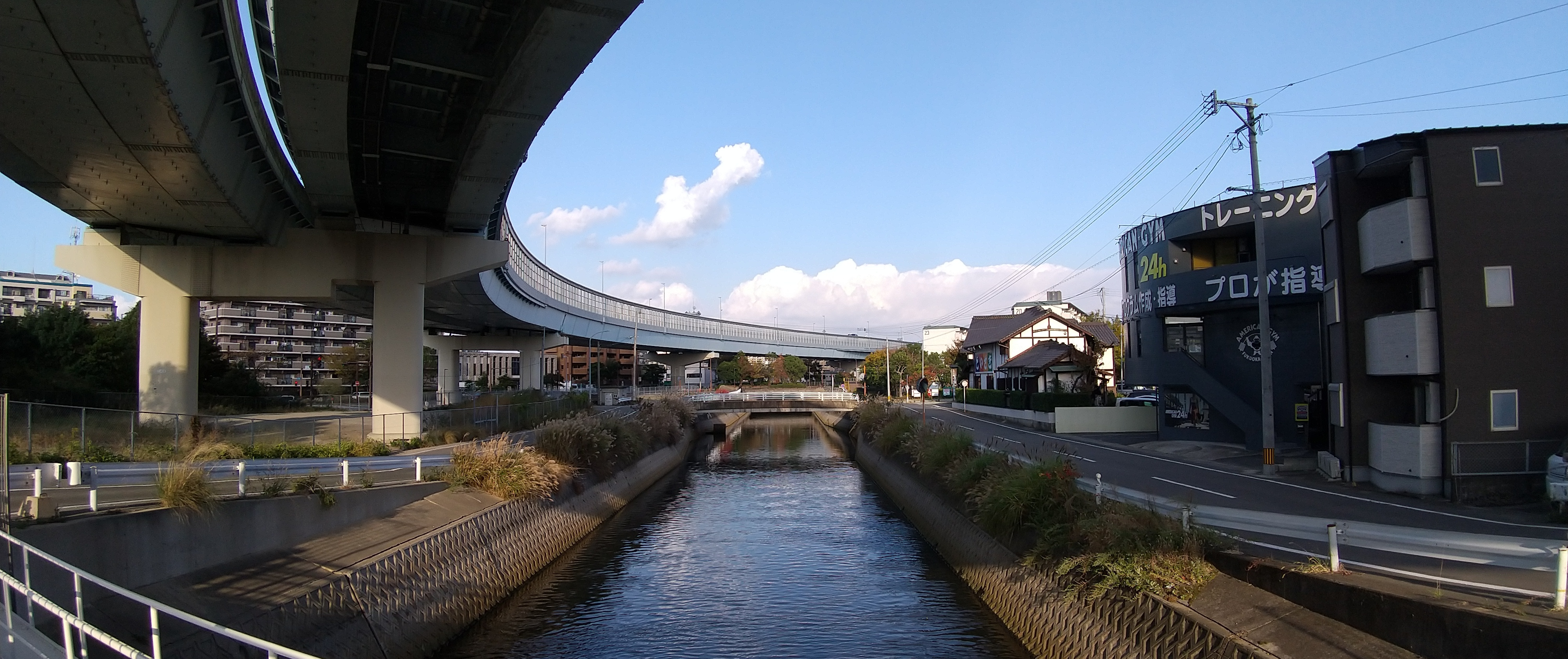
名柄川、下山門橋（しもやまとはし）の東側（左：下山門一丁目、右：石丸二丁目）
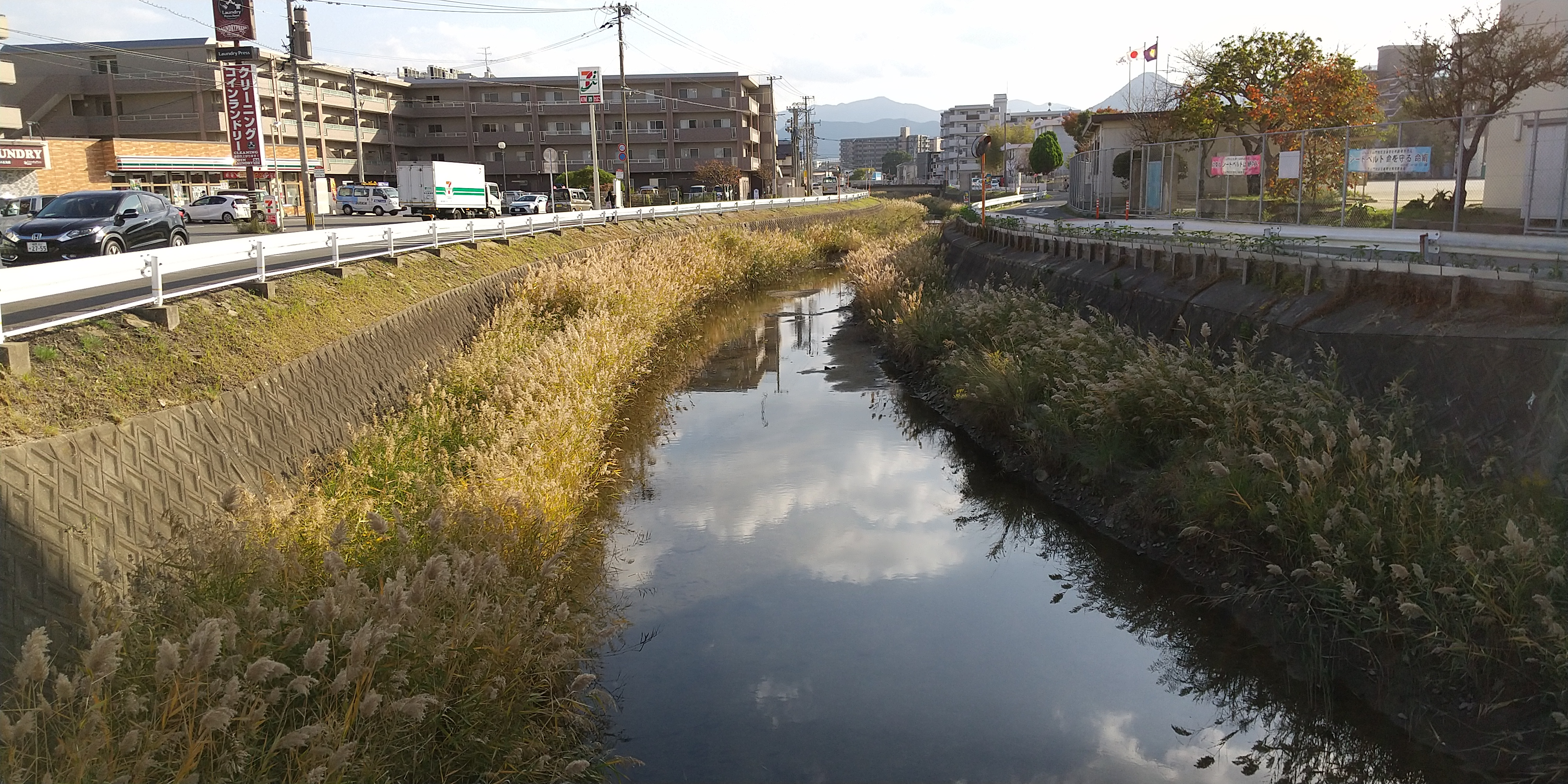
十郎川、古薗橋（こぞのばし）の南側（左：石丸三丁目、右：下山門四丁目）
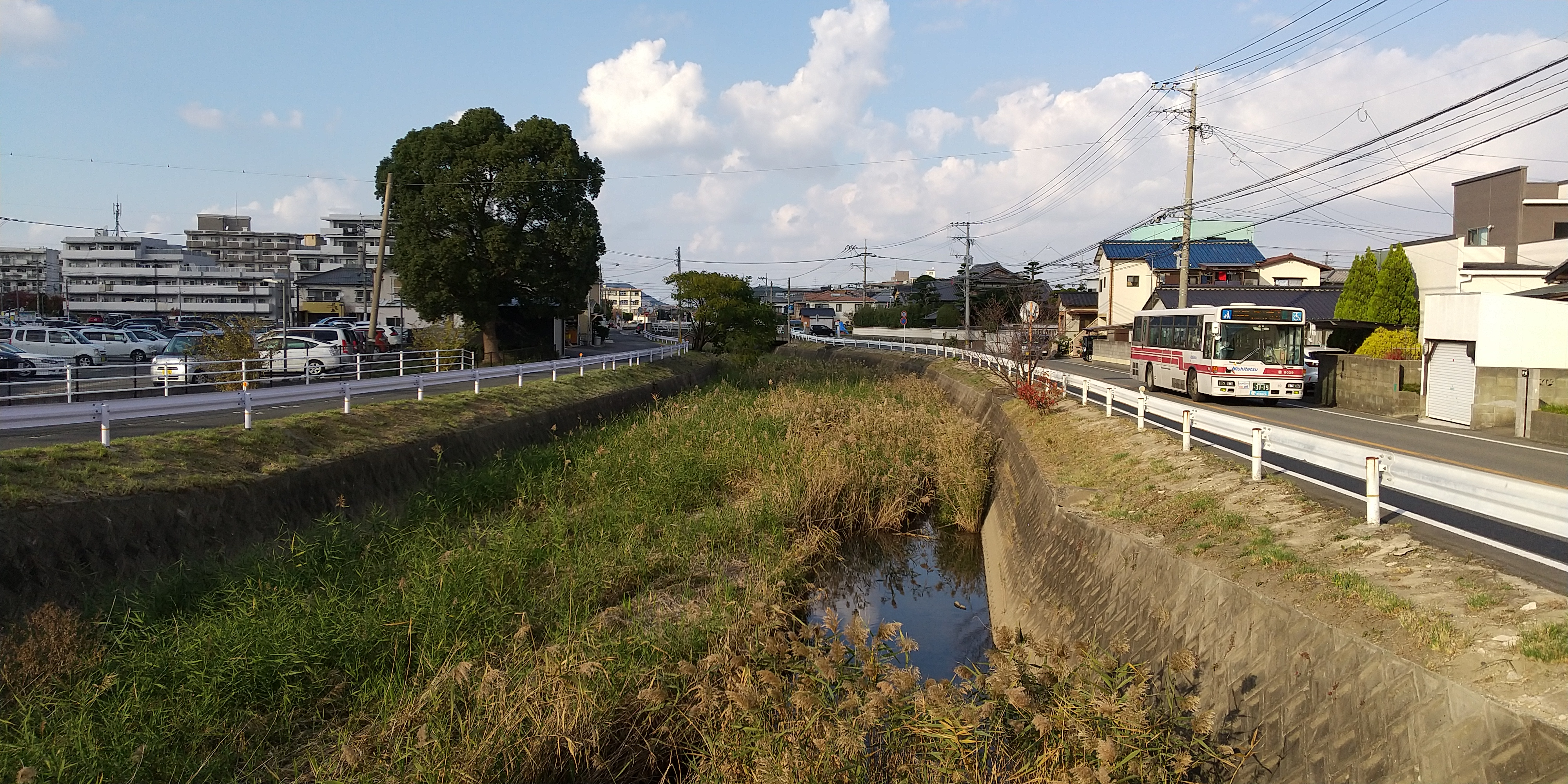
十郎川、石丸橋（いしまるばし）の北側（左：下山門四丁目、右：石丸三丁目）

### 都市計画
都市計画に関しては、「福岡市都市計画マスタープラン」において定められた方針については次のとおりである。交通ネットワークとして都市の骨格となる下山門通りの沿道や幹線道路である愛宕通りの沿道は、商業、業務、サービス施設や中高層住宅などが連続した「都市軸」や「沿道軸」に位置付けられている。十郎川や名柄川の河川沿いは、散策・憩いの場となるとともに、緑と広がりのある景観が連続したゆとりと潤いのある水辺空間として「河川緑地軸」に位置付けられている。下山門四丁目の住宅地については、戸建住宅などの低層住宅を主とする「低層住宅ゾーン」に位置付けられ、老朽化した住宅などの課題への対応や狭隘道路の改善などがまちづくりの視点とされている。また、課題としては、幅員4メートル未満の狭隘道路が多い地区があり、築30年以上の木造建築物も多いため、災害時の安全性などの面で課題となっている。下山門一丁目から三丁目までは、戸建住宅などの低層住宅が大部分を占めるが、一部中高層住宅などが立地する「低中層住宅ゾーン」に位置付けられ、低層住宅と中層住宅の調和、狭隘道路の改善などがまちづくりの視点とされている。用途地域は次のとおりである。下山門一丁目から三丁目までについては、下山門通りの西側道路境界線と小戸356号線とに挟まれた範囲、同道路の東側道路境界線と内浜342号線、下山門647号線及び下山門630号線とに挟まれた範囲、愛宕通りの北側道路境界線から概ね50メートルの範囲が第二種住居地域に、れ以外の範囲は第一種中高層住居専用地域に指定されている。下山門四丁目については、地下鉄の車両基地の範囲が準工業地域に、下山門601号線、下山門704号線等より北側の範囲が第一種住居地域に、これらより南側の範囲が第一種中高層住居専用地域に指定されている。

## 語源
南北朝時代から戦国時代に見える筑前国早良郡の荘園名「山門荘」に因む。「山戸」とも書く。1441年（嘉吉元年）6月に宗貞盛は当荘上下代官職及び荘内150町を宗左衛門尉に宛がっており、「山門荘」が上下の地区に分割されていたことがわかる。

## 歴史

### 町域の変遷
現在の地名は、1986年（昭和61年）における住居表示の実施に伴う地名変更によって定められたものであり、その実施前後の地名は次表のとおりである。
| 住居表示実施後                   | 実施年月日         | 住居表示実施前（各大字の一部） |
| -------------------------------- | ------------------ | ------------------------------ |
| 下山門一丁目から下山門四丁目まで | 1986年（昭和61年） | 大字下山門及び姪浜町の各一部   |

また、1987年（昭和62年）に大字下山門の一部が編入された。

## 人口
下山門一丁目から四丁目までを合わせた人口の推移を福岡市の住民基本台帳（公称町別）に基づき示す（単位：人）。集計時点は各年9月末現在である。
- 2001年（平成13年）：5,637
- 2002年（平成14年）：5,906
- 2003年（平成15年）：6,089
- 2004年（平成16年）：6,142
- 2005年（平成17年）：6,224
- 2006年（平成18年）：6,235
- 2007年（平成19年）：6,333
- 2008年（平成20年）：6,481
- 2009年（平成21年）：6,686
- 2010年（平成22年）：6,755
- 2011年（平成23年）：6,807
- 2012年（平成24年）：6,795
- 2013年（平成25年）：6,914
- 2014年（平成26年）：6,981
- 2015年（平成27年）：6,953
- 2016年（平成28年）：7,001
- 2017年（平成29年）：7,065
- 2018年（平成30年）：7,271
- 2019年（令和元年）：7,286
- 2020年（令和2年）：7,286
- 2021年（令和3年）：7,293
- 2022年（令和4年）：7,246

## 交通

### 道路
主な幹線道路は次の通り。

#### 都市高速道路
都市高速道路としては、町内に福岡高速道路の福岡高速環状線が通っており、町外ではあるが、最寄りの出入り口は次のとおりである。
- 姪浜出入口（姪浜駅南二丁目、四丁目）
- 石丸入口（石丸二丁目）及び福重出口（福重三丁目）

#### 県道
- 福岡県道560号都地姪浜線（福岡市道路愛称：「下山門通り」）

#### 市道
福岡市が管理する市道の主要なものは次のとおりである。
- 豊浜拾六町線（福岡市道路愛称：「愛宕通り」）[注釈 1]
- 姪の浜野方線（十郎川沿い）
- 下山門1号線
- 下山門2号線

主な幹線道路の写真
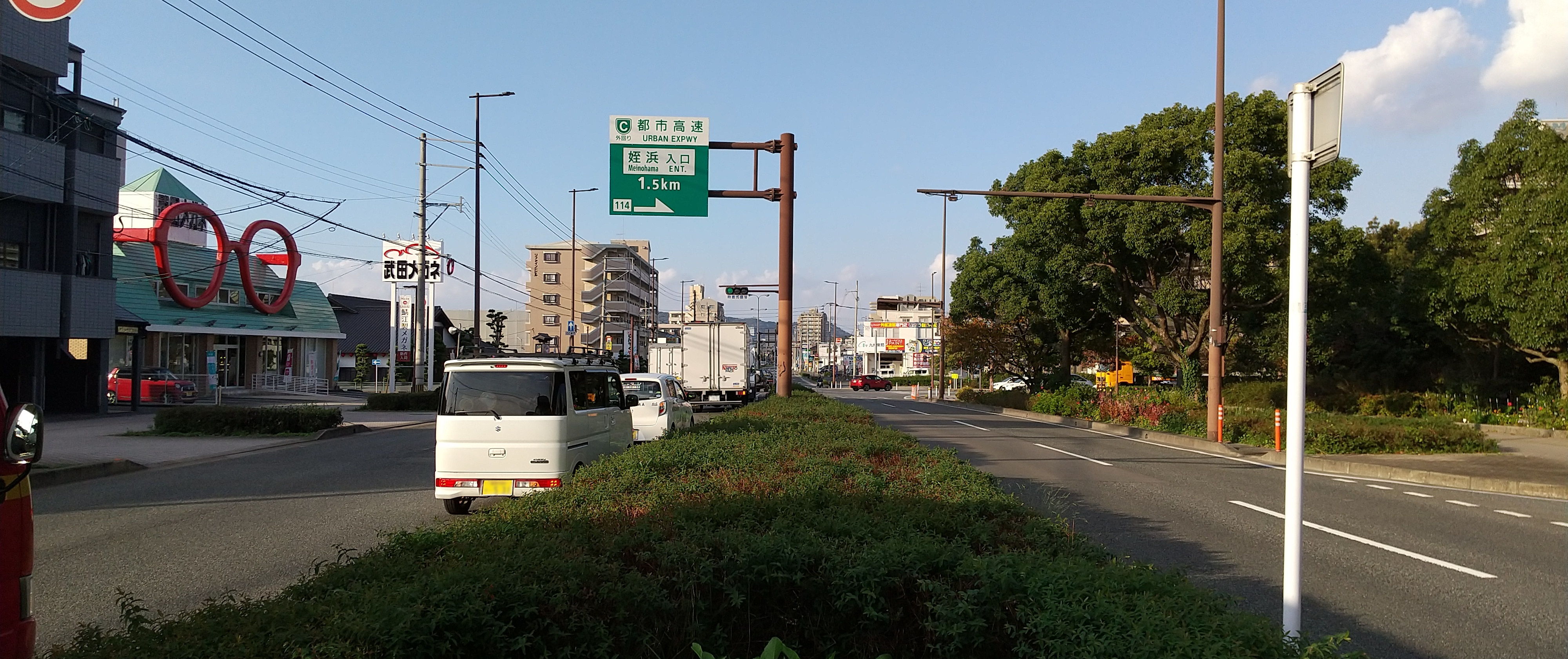
下山門通り、下山門橋（しもやまとはし）の北側（左：下山門三丁目、右：下山門一丁目）
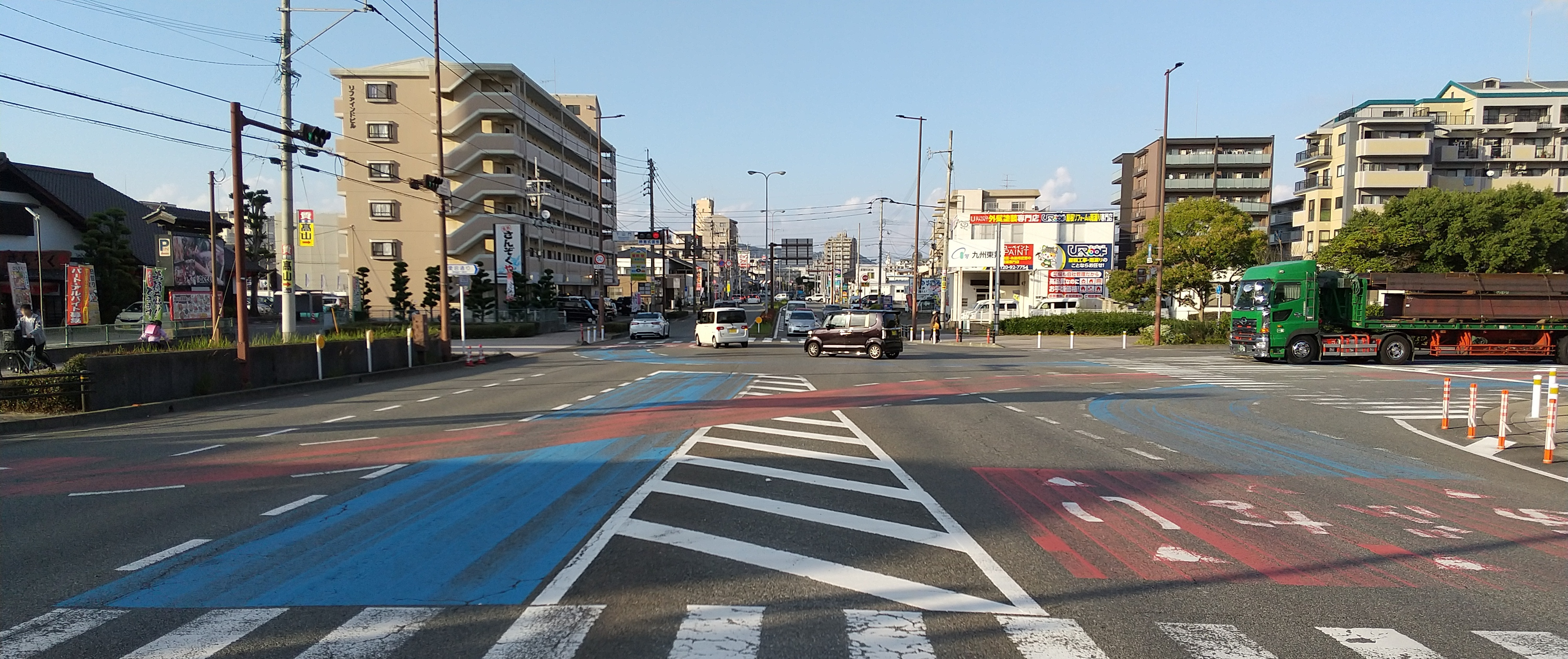
下山門通り、下山門交差点の北側（左：下山門三丁目、右：下山門一丁目）
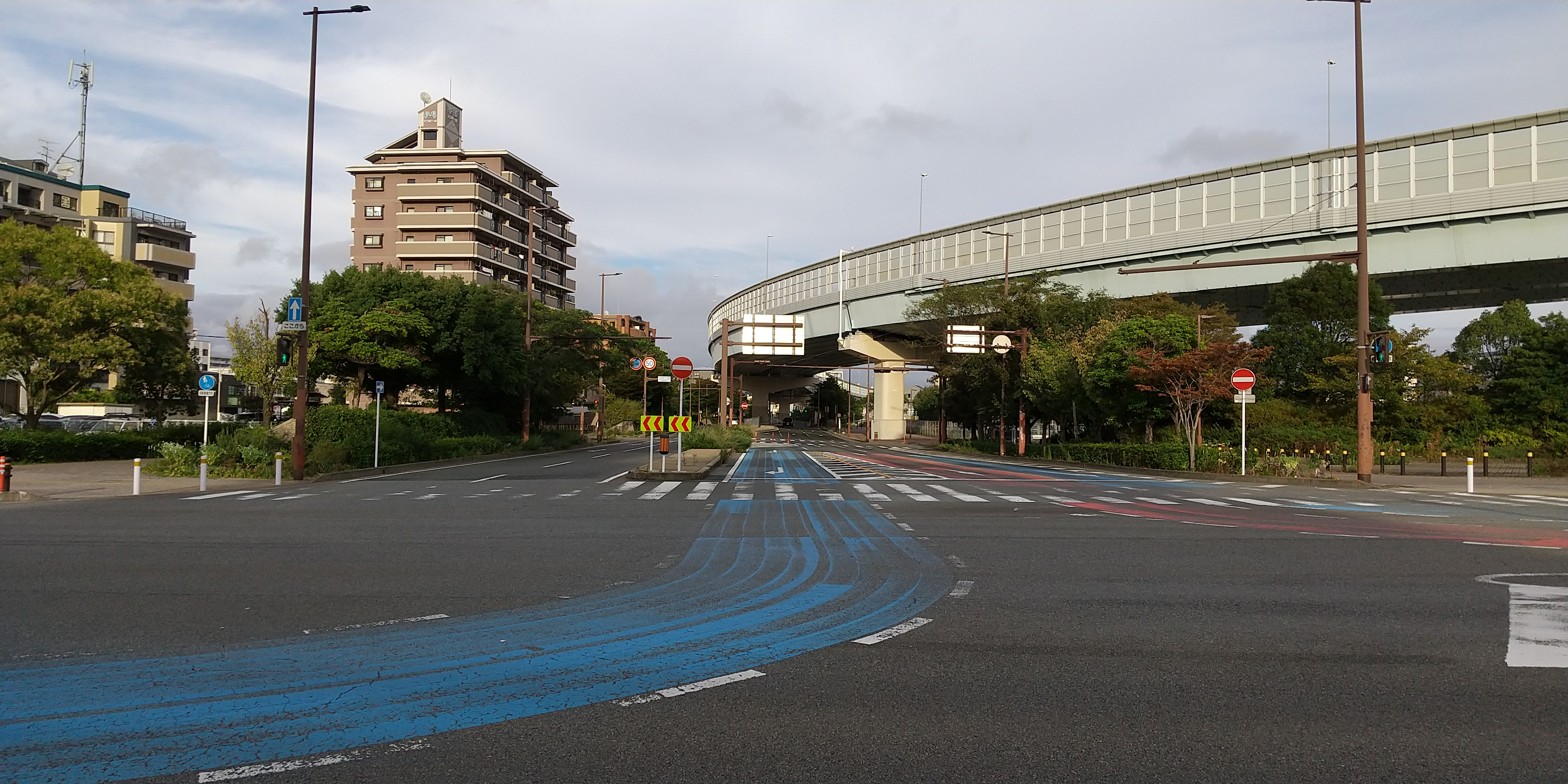
愛宕通り、下山門交差点の東側（下山門一丁目）

### 鉄道
鉄道については、九州旅客鉄道（JR九州）が運営する鉄道の筑肥線が町内の北側に通っており、次の駅がある。
- 下山門駅[注釈 2]

主な鉄道の写真
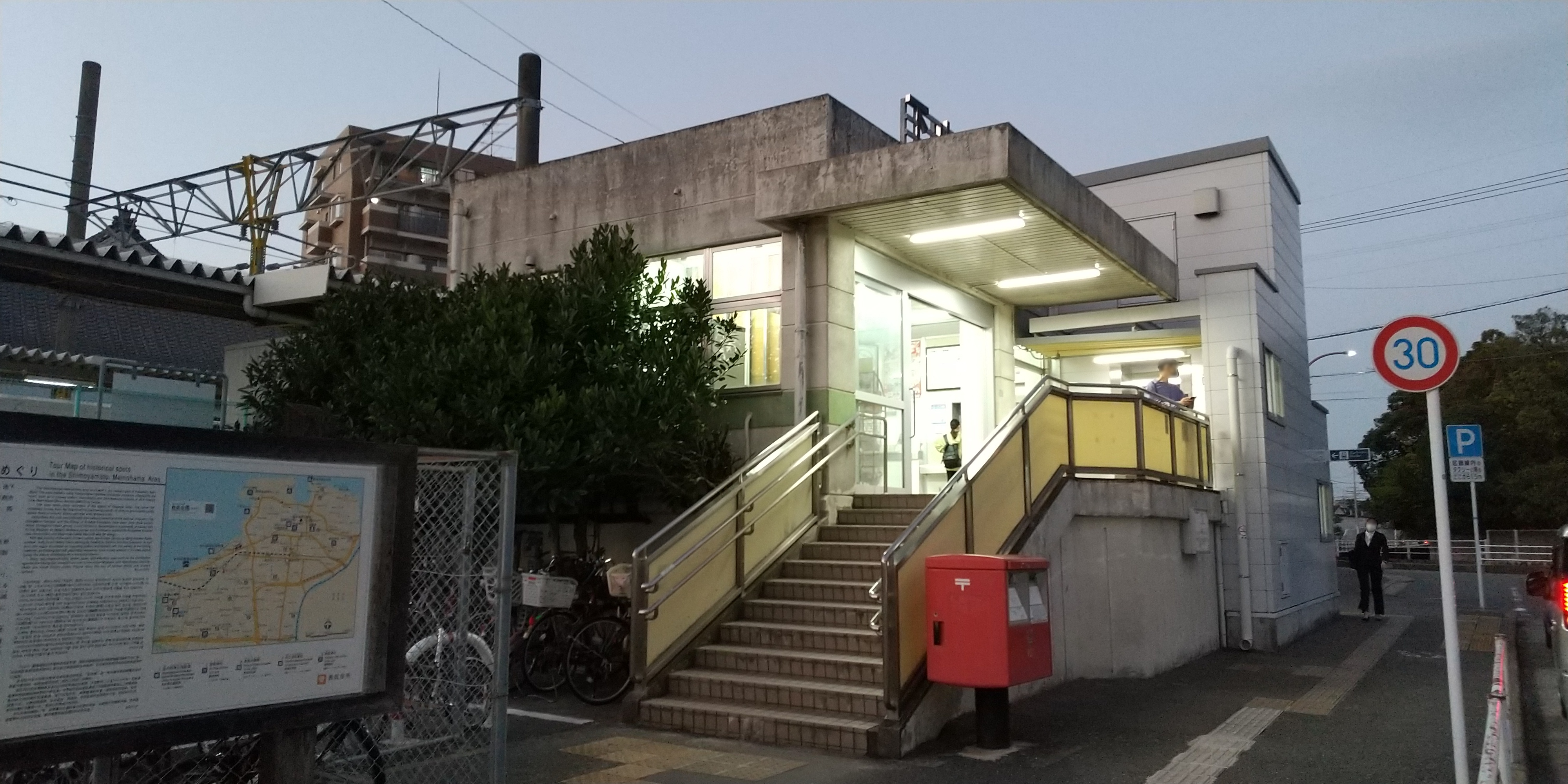
下山門駅
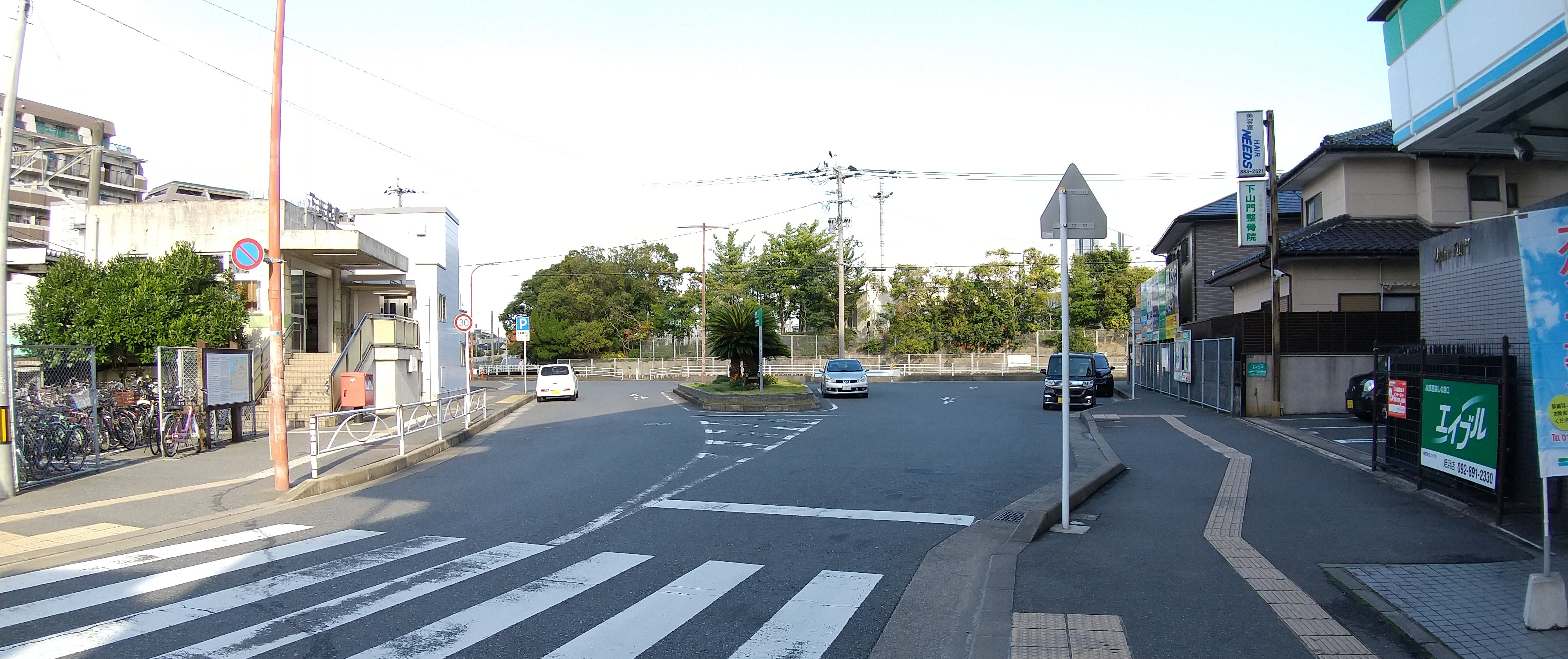
下山門駅と駅前交通広場

### バス
バスについては、西日本鉄道株式会社が運営する通称「西鉄バス」が運行しており、最寄りの停留所は次の通り。
- 下山門通り沿い：車輛基地東、下山門中学校、
- 愛宕通り沿い：下山門中学校東
- 姪の浜野方線沿い：下山門、下山門小学校前、ながらの団地入口

## 主な施設

### 公共・公益施設
- 福岡市農業協同組合下山門支店[注釈 3]
- 下山門2号公園（しもやまとにごうこうえん）[注釈 4]

下山門5号公園（しもやまとごごうこうえん）
- 下山門1号緑地[注釈 6]

主な公共・公益施設の写真
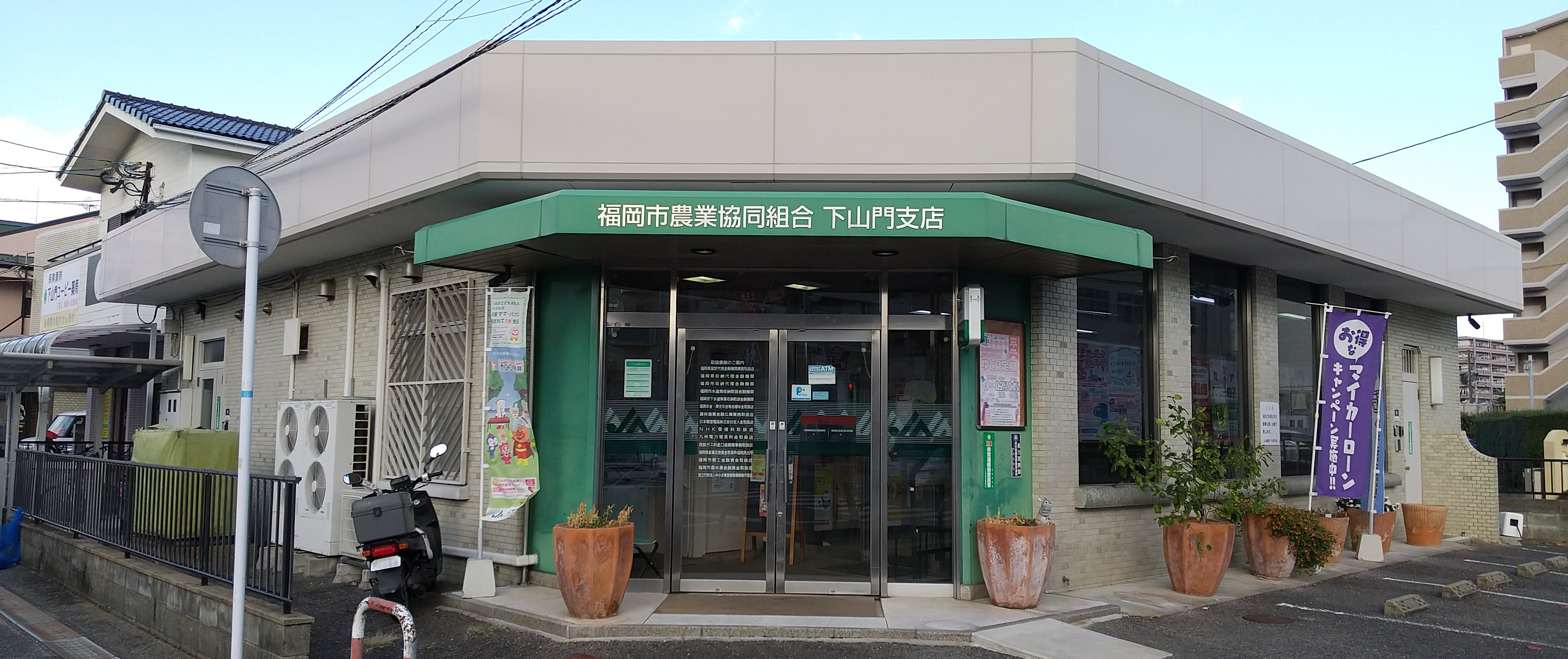
福岡市農業協同組合下山門支店
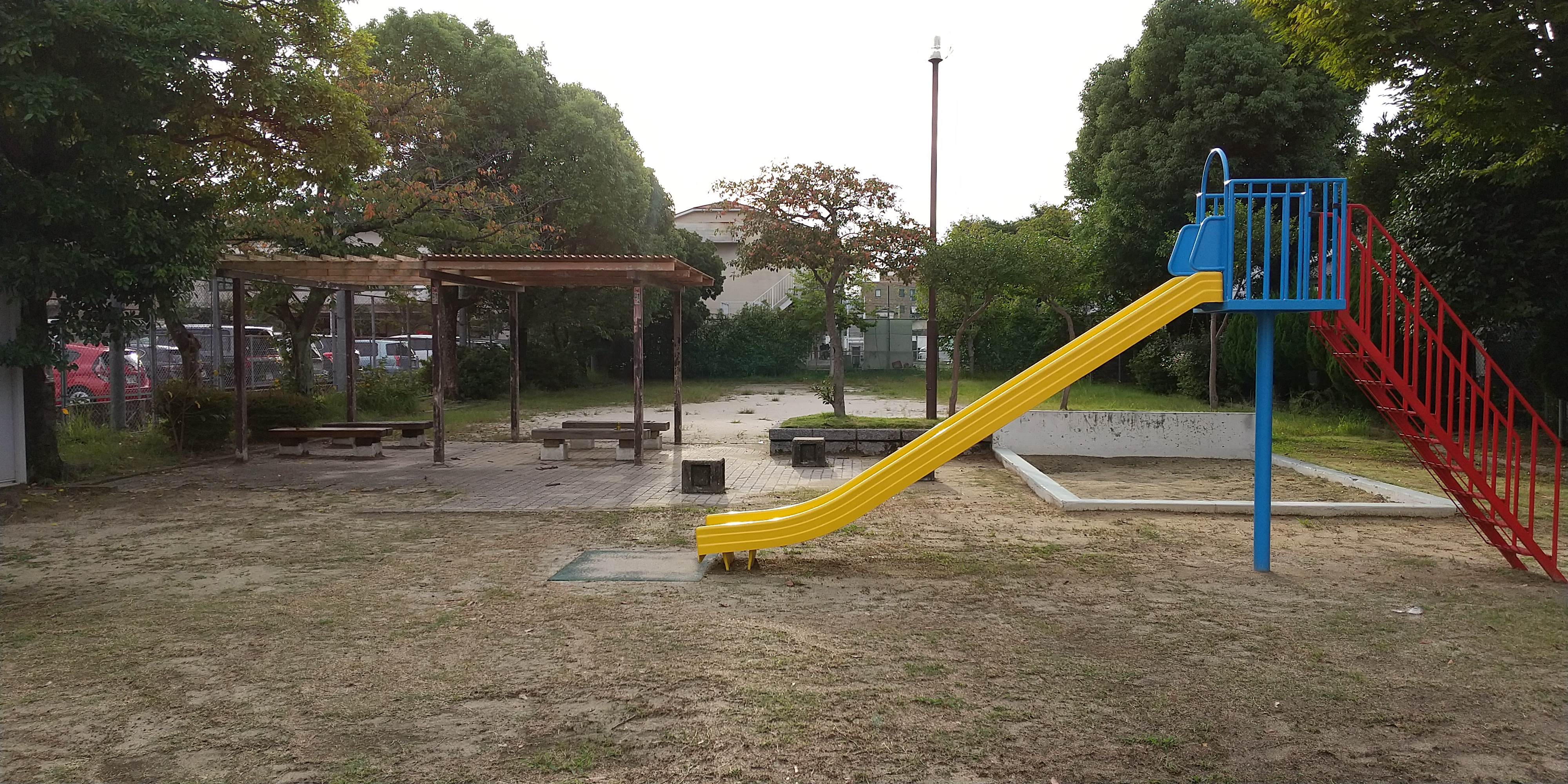
下山門2号公園
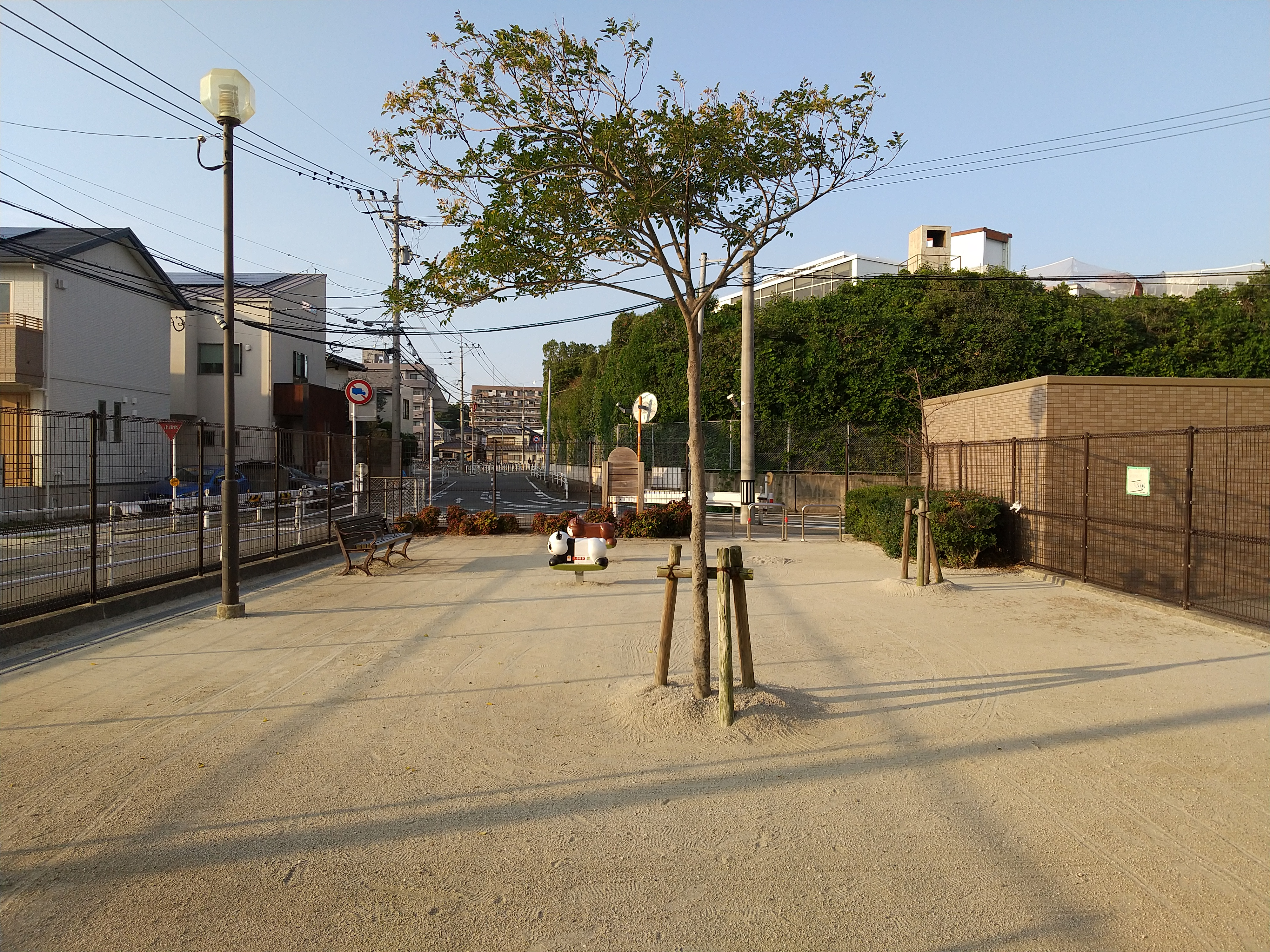
下山門5号公園
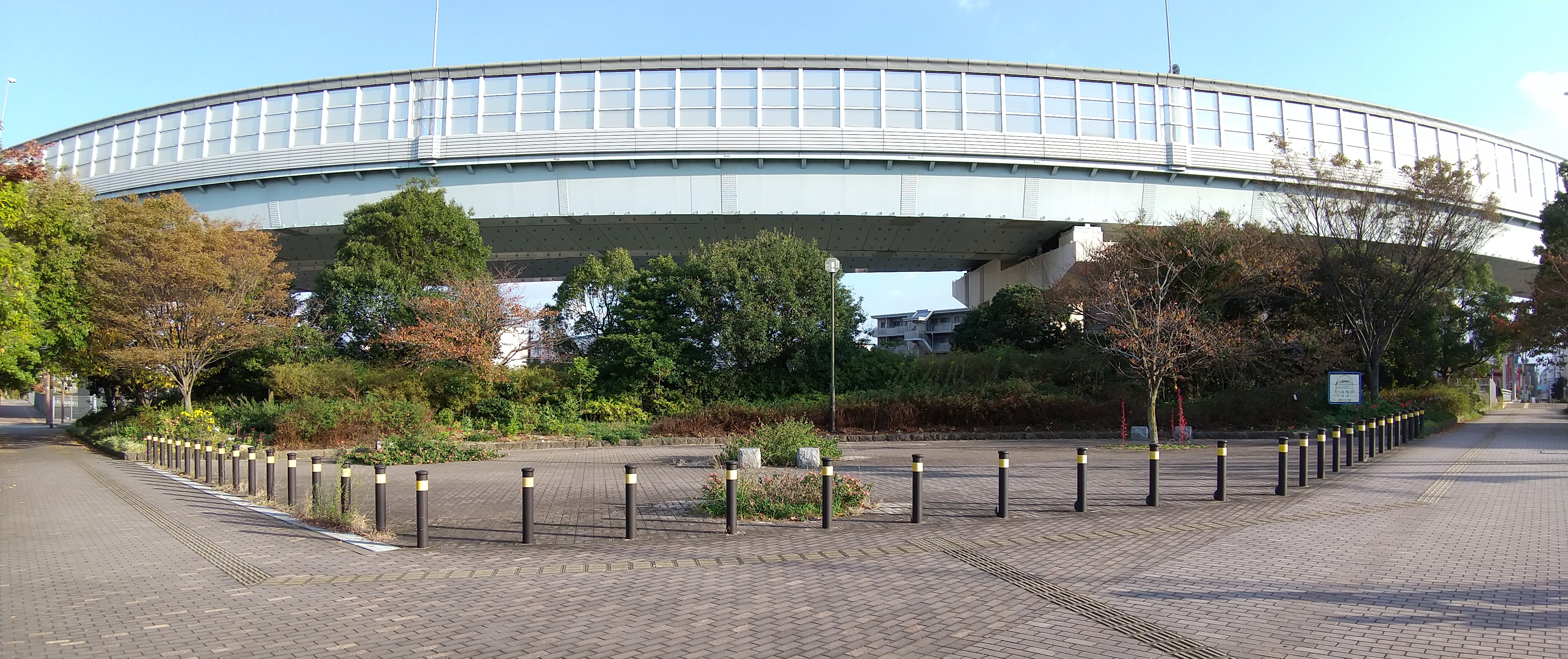
下山門1号緑地

### 教育施設

#### 幼稚園
幼稚園については次の通り。
- 学校法人麻生学園下山門幼稚園[注釈 7]

#### 小・中学校

主な教育施設の写真
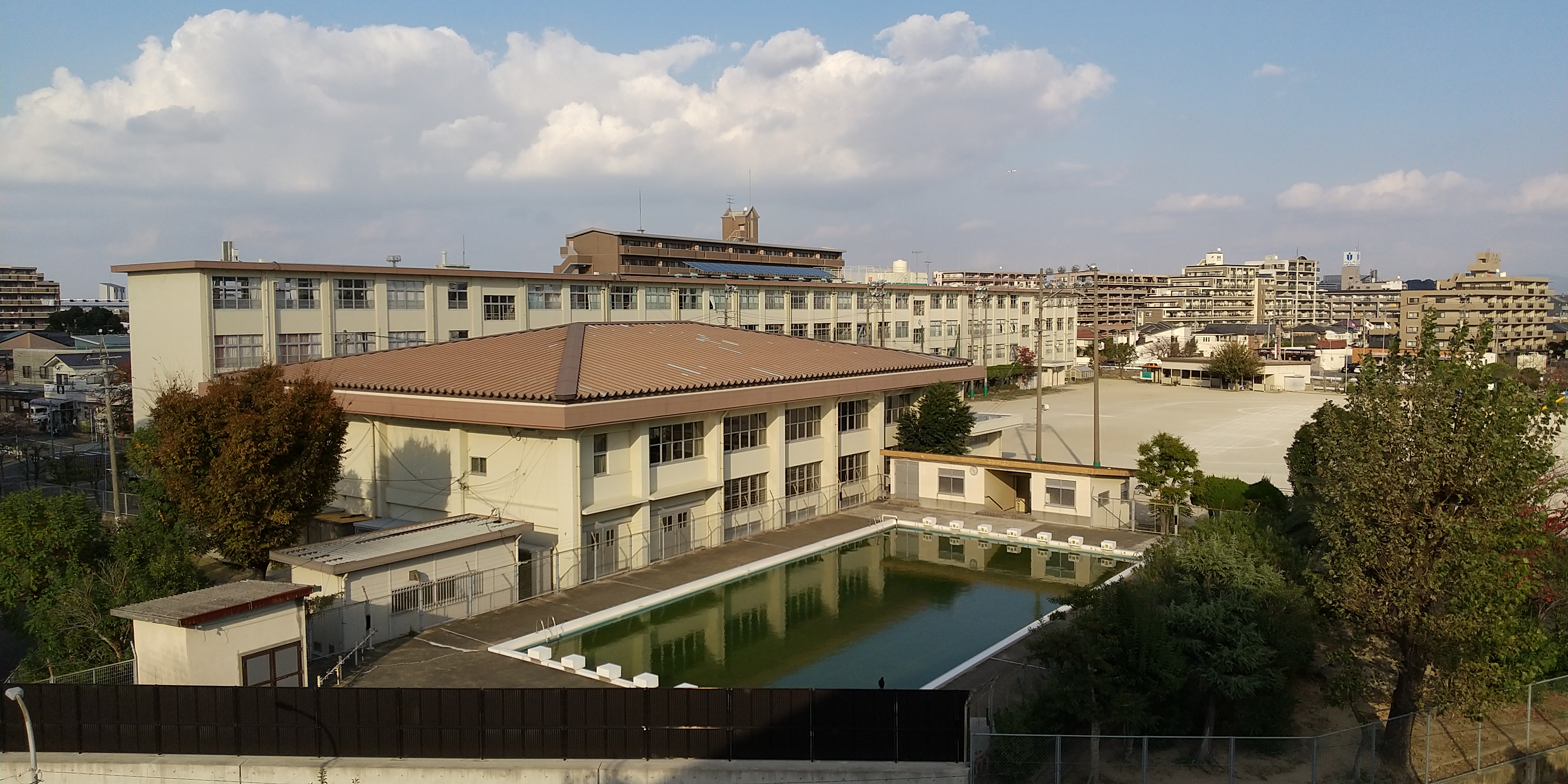
福岡市立下山門小学校

小・中学校については次の通り。
- 小学校
  - 下山門一丁目から四丁目まで（ただし、四丁目16番から19番までを除く）：福岡市立下山門小学校（下山門四丁目15番1号、外部リンク：福岡市立下山門小学校. “福岡市立下山門小学校”. 2022年11月19日閲覧。）
  - 下山門四丁目16番から19番まで：福岡市立城原小学校（上山門一丁目27番1号、外部リンク：福岡市立城原小学校. “福岡市立城原小学校”. 2022年11月19日閲覧。）
- 中学校
  - 下山門一丁目から四丁目まで（ただし、四丁目16番から19番までを除く）：福岡市立下山門中学校（下山門三丁目12番1号、外部リンク：福岡市立下山門中学校. “福岡市立下山門中学校”. 2022年11月19日閲覧。）
  - 下山門四丁目16番から19番まで：福岡市立西陵中学校（生の松原三丁目9番1号、外部リンク：福岡市立西陵中学校. “福岡市立西陵中学校”. 2022年11月19日閲覧。）

- 主な教育施設の写真
- 福岡市立下山門小学校